# Робеліс Деспейнь
Робеліс Деспейнь  (ісп. Robelis Despaigne, 9 серпня 1988) — кубинський тхеквондист, олімпійський медаліст.

## Виступи на Олімпіадах
| Олімпіада   | Вагова категорія      | Місце |
| ----------- | --------------------- | ----- |
| Лондон 2012 | Тхеквондо понад 80 кг | 3T    |